# デイブ・クーリエ
デイブ・クーリエ（Dave Coulier, 本名：David Alan Coulier（デイヴィッド・アラン・クーリエ）、1959年9月21日 - ）は、アメリカ合衆国ミシガン州セントクレアショアーズ生まれのコメディアン・俳優・声優。『フルハウス』のジョーイ・グラッドストーン役で知られる。身長180cm。

## 来歴
ミシガン州ハーパーウッズのノートルダム高等学校を1977年に卒業した。昼食中に高校の放送室で校長の物まねやリポートをすることで彼の道は開かれた。
1979年、クーリエは『スクービー・ドゥー』での声の出演でデビューする。デビュー後は口コミにより評判となっていったが、1987年開始のシチュエーション・コメディ『フルハウス』においてジョーイ・グラッドストン役を演じたことにより、彼の名声は一層のものとなった。1995年に放送終了まで、すべての回に出演した。
『フルハウス』出演中、『ゴーストバスターズ』シリーズのテレビアニメ『リアル・ゴーストバスターズ』にピーター・ヴェンクマン博士の声役で出演した。加えてテレビ映画『Yogi Bear and the Magical Flight of the Spruce Goose』や子供向け番組シリーズ『Out of Control』にも出演したほか、ABCのバラエティ番組『America's Funniest People』の司会も務めた。 
しかし、『フルハウス』の終了と同時にレギュラー番組を失い、さらには舞台で大勢の観客を見た際に恐怖心を覚えたため、約10年にわたって舞台に立てなくなってしまう。その後は声優や端役などを演じて細々と活動し、アニメーション映画『エクストリーム・ゴーストバスターズ』にピーター・ヴェンクマン博士役で声の出演、テレビアニメ『ティーン・タイタンズ』へのゲスト出演などをしていた。
2004年、テレビに戻ってきたクーリエは、リアリティ番組『The Surreal Life』の第3シーズンに出演して再び注目を浴びた。同年、FOX局の番組でオリンピックメダリストのナンシー・ケリガンと共演した。2006年には『フルハウス』で共演したボブ・サゲットの監督作品『童貞ペンギン』でも声優として出演している。インターネットの番組にも出演することがあり、2011年にジョディ・スウィーティンと一緒に『Can't Get Arrested』をインターネット上で公開。2012年にはコメディサイト「ファニー・オア・ダイ」にアンドリア・バーバーと一緒に出演し、『フルハウス』のジョーイとキミーが結婚したというネタを展開した。2016年には『フルハウス』のスピンオフシリーズ『フラーハウス』にジョーイ役で出演している。

## コメディの方向性
『フルハウス』でジョーイを等身大で演じたため、ファミリー向けの健全でクリーンなコメディを展開することで知られており、幅広い声マネを得意とすることでも有名である。
キャッチフレーズとして、『フルハウス』で度々発していた「cut it out.」（カットしてちょうだい）が有名である。手の動きと声で人気を博した。

## 私生活
クーリエは1990年に、ファッションモデルのジェイン・モディーンと結婚したが、2年後に離婚した。このとき長男のリュック（Luc）が生まれた。離婚後、アラニス・モリセットと短期間交際していたが、別れた後にモリセットが発表した「ユー・オウタ・ノウ」の中でクーリエとの別れが歌われ、後にクーリエは「恋人時代のパーソナルなことが唄われていたことに驚いた」と語っている。
2014年に、写真家およびプロデューサーのメリッサ・ブリングと結婚した。
また、クーリエは大のアイスホッケー好き、デトロイト・レッドウィングスの大ファンということもあって、ジェイソン･プレストリー、マシュー・ペリー、アーレン・チック、マイケル・J・フォックス、マイケル・キートン、リチャード・デーン・アンダーソンらとともにセレブリティ・オースルターズ・ホッケーチームの一員であった。2002年にはNHLオールスター・セレブリティチャレンジという子供達によるチームと対抗する賞金付きホッケー大会に出場した。またフルハウスで共演したキャンディス・キャメロン・ブレと夫、ワレリー・ブレを引き合わせたのも彼である。

## その他の活動
チャリティ活動に積極的で、1996年に「クーリエ基金」を設立し、寄付金集めを行っていたが、セレブを招待するための費用がかさんだことから2002年に基金を終了する。その後は小児病棟を訪問して物まねを披露する活動を行っている。
2000年には子供たちのためのエンターテイメント企業・F3エンターテイメントを設立した。現在は「CleanGuy.TV」のCEOである。

## 主な出演作品
- スクービー・ドゥー Scooby and Scrappy-Doo (1979年)
- Things Are Tough All Over (1982年)
- Out of Control (1984年)
- The Jetsons (1985年)
- Muppet Babies (1986 - 1991年)
- Yogi Bear and the Magical Flight of the Spruce Goose (1987年)
- リアル・ゴーストバスターズ The Real Ghostbusters (1987 – 1991年) ※ピーター・ヴェンクマン博士役
- フルハウス Full House (1987 - 1995年) ※ジョーイ・グラッドストーン役
- Slimer! And the Real Ghostbusters (1988 - 1989年)
- Rude Dogs and the Dweebs (1989年)
- America's Funniest People (1990 - 1994年)
- エクストリーム・ゴーストバスターズ Extreme Ghostbusters (1997年) ※ピーター・ヴェンクマン博士役
- マーメイド・ボーイ 僕って人魚!? The Thirteenth Year (1999年)
- To Tell the Truth (2000年)
- America's Most Talented Kid (2003年)
- The Even Stevens Movie (2003年)
- ティーン・タイタンズ Teen Titans (2003年)
- The Surreal Life (2004年)
- Robot Chicken (2005 - 2008年) ゲスト出演
- Skating With Celebrities (2006年)
- 童貞ペンギン Farce of the Penguins (2006年)
- Shredderman's Rules (2007年)
- Bob & Doug (2009年)
- Can't Get Arrested (2011年)
- ママと恋に落ちるまで How I Met Your Mother (2013年) ゲスト出演
- フラーハウス Fuller House (2016年) ※ジョーイ・グラッドストーン役